# Hypopituïtarisme

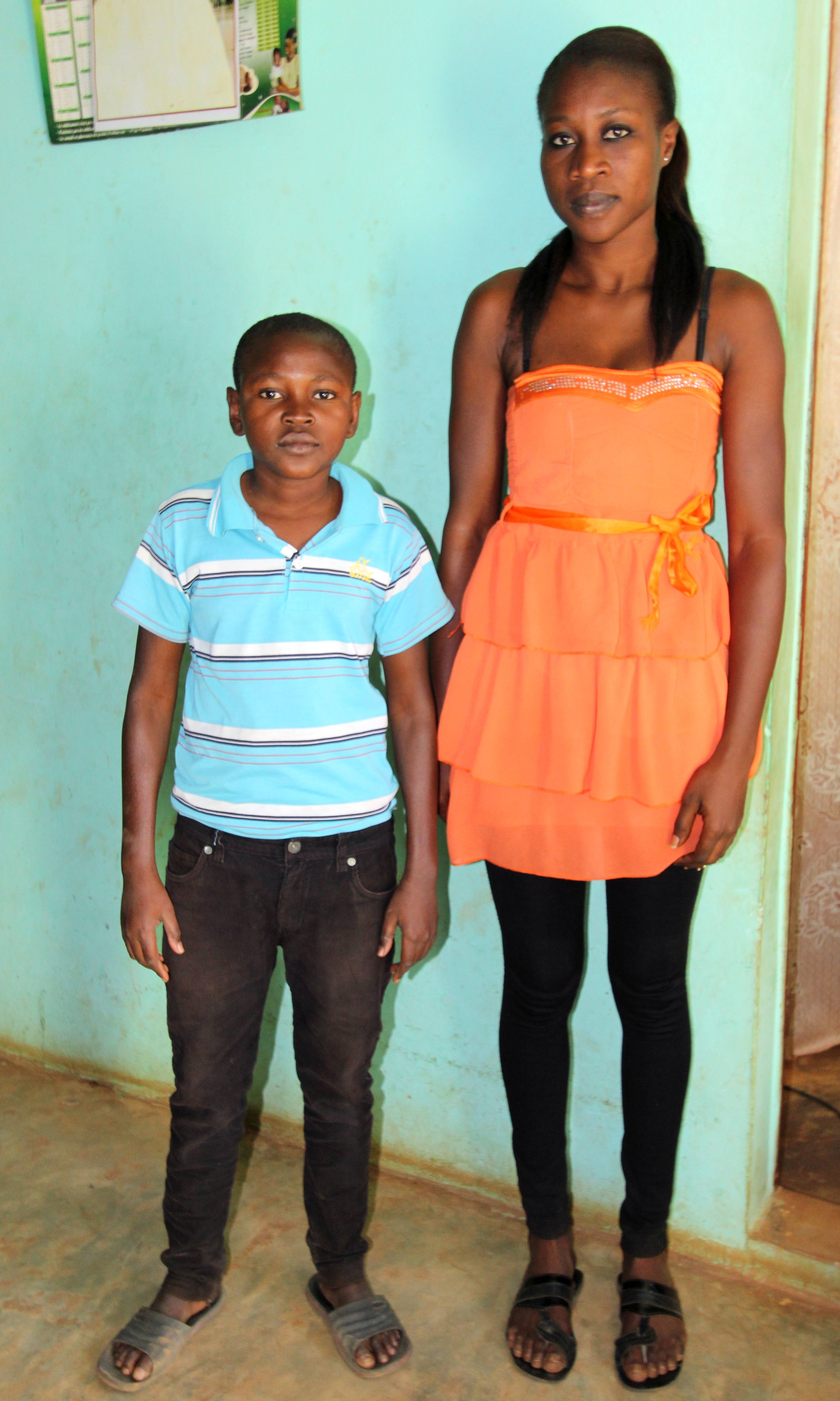
Een man van 26 jaar oud, links op de foto, heeft congenitaal panhypopituitarisme

Hypopituïtarisme is een tekort (deficiëntie) (hypo) van een of meer hormonen van de hypofyse (Latijn: glandula pituitaria). De afgifte van deze hormonen wordt gereguleerd door de hypothalamus die releasing hormones voor de hypofysevoorkwab produceert. De hormonen van de achterkwab worden in de hypothalamus gevormd en via de hypofyseachterkwab aan het bloed afgegeven. Daarom kan een afwijkend functioneren van de hypothalamus ook leiden tot hypopituïtarisme.
In de endocrinologie wordt deficiëntie van een of meer hormonen van de hypofysevoorkwab meestal hypopituïtarisme genoemd, terwijl deficiëntie van het achterkwabhormoon alleen leidt tot diabetes insipidus. Deficiëntie van alle hormonen van de hypofysevoorkwab is panhypopituïtarisme.

## Deficiëntie van meerdere hormonen
Deficiëntie van hormonen van de hypofyse betreft meestal meerdere hormonen tegelijk. De volgorde waarin de verschillende hormonen gaan ontbreken is meestal enigszins voorspelbaar.
Meestal schiet eerst de groeihormoonproductie tekort en volgt daarna deficiëntie van prolactine. Bij progressie van de hypofysedisfunctie vallen vervolgens LH/FSH, TSH, ACTH (over het algemeen in deze volgorde) uit. De uitval van de hormoonproductie is meestal een sluipend proces, dat zich uitstrekt over maanden tot jaren. Soms kan hypopituïtarisme echter plotseling ontstaan.
Bij de meeste mensen met hypopituïtarisme ontbreekt onder andere het groeihormoon. In de hypofyseachterkwab is deficiëntie van ADH het belangrijkste probleem, tekort aan oxytocine geeft nauwelijks klinische problemen.

## Oorzaken
Hypopituïtarisme en panhypopituïtarisme kunnen zowel aangeboren als verworven zijn. De volgende lijst oorzaken is niet volledig:
- Congenitaal hypopituïtarisme
  - Hypoplasie (onderontwikkeling) van de hypofyse
    - Geïsoleerd idiopathisch congenitaal hypopituïtarisme
    - Geassocieerd met andere congenitale syndromen en beschadiging door de geboorte
      - Septo-optische dysplasie
      - Holoprosencefalie
      - Deletie van een deel van chromosoom 22: syndroom van DiGeorge
      - Rapaport syndrome

  - Vormen van hypofysevoorkwabdeficiëntie door één enkel gen
- Verworven hypopituïtarisme (ziekte van Simmonds)
  - Schedeltrauma (bv. schedelbasisfractuur)
  - Chirurgie (bv. na verwijdering van een hypofysetumor)
  - Tumor – hormoonproducerende of niet-producerende (20%) hypofyse- of hypothalamustumoren, veroorzaken hypopituïtarisme
  - Ontstekingen (bv. sarcoïdose of auto-immuunhypofysitis)
  - Bestraling (bv. na schedelbestraling wegens kinderleukemie)
  - Shock
    - Syndroom van Sheehan: hypopituïtarisme door een zware bloeding tijdens de bevalling

  - Hemochromatose
- Andere ziekten.

## Diagnose
Patiënten met hypopituïtarisme melden zich meestal met de verschijnselen van hormoondeficiëntie zoals dwerggroei, hypoglykemie, onderontwikkelde geslachtsdelen, vertraagde puberteit, polyurie, verminderd libido en vermoeidheid. Het kan ook zijn dat de arts een of meer hormoontekorten vaststelt en verder onderzoek doet.

## Substitutietherapie
Hypopituïtarisme en panhypopituïtarisme worden behandeld door substitutie van de ontbrekende hormonen. Omdat de hypofysehormonen zelf proteïnen of glycoproteïnen zijn, die pulserend worden afgegeven en als functie hebben de afgifte van andere hormonen die uit kleinere moleculen bestaan te stimuleren, is het meestal praktischer deze “perifere” hormonen, zoals het schildklierhormoon en het hormoon van de bijnierschors toe te dienen. Een van de uitzonderingen is de behandeling van onvruchtbaarheid.
- Groeihormoon kan worden toegediend per injectie.
- TSH door thyroxine.
- ACTH wordt meestal vervangen door hydrocortison maar andere glucocorticoiden kunnen ook worden toegepast.
- LH en FSH worden meestal gesubstitueerd met de passende geslachtshormonen (bij mannen: testosteron, bij vrouwen: oestrogeen en progesteron).
- Prolactine wordt meestal niet gesubstitueerd; het is eenvoudiger het kind de fles te geven.
- ADH wordt vervangen door desmopressine als capsule, via neusspray of per injectie.
- Oxytocine kan tijdens de bevalling worden toegediend per infuus (Syntocynon(R)). Overigens verloopt de bevalling bij vrouwen met een bekende oxytocine-deficiëntie normaal ondanks ontbreken van oxytocine.[2]